# 江京
江 京（こう けい、生年不詳 - 125年）は、後漢の宦官。

## 経歴
安帝のとき、小黄門となった。121年（建光元年）、太后の鄧綏が死去すると、江京は安帝の乳母の王聖らとともに鄧騭兄弟と平原王劉翼を誣告した。安帝は鄧氏一族を粛清し、平原王劉翼を廃位した。
江京は安帝を私邸に招き、功績により都郷侯に封じられた。中常侍となり、大長秋を兼ねた。江京は同じく中常侍の李閏・樊豊や王聖母娘らとともに宮中や朝廷を専横し、恣肆暴虐を競った。
124年（延光3年）、江京らは皇太子劉保の乳母の王男や厨監の邴吉を誣告して殺した。さらに皇太子を陥れて廃位させ、済陰王に降格させた。
125年（延光4年）3月、安帝が南巡からの帰途に死去すると、江京は閻皇后やその兄の閻顕らとともに安帝の死を秘密にし、北宮に入ってからその喪を公表した。北郷侯劉懿（少帝）が皇帝に擁立された。
10月27日、少帝が病没した。江京は中常侍の劉安や陳達らとともに閻太后に報告し、少帝の死を秘密にして喪を発しなかった。11月2日、中黄門の孫程や王康ら18人が西鐘の下に集結して、江京らの粛清を謀議した。同月4日、江京は劉安や陳達らとともに斬られた。済陰王劉保（順帝）が迎えられて、皇帝に即位した。

## 伝記資料
- 『後漢書』巻78 列伝第68